# Doji
Un doji (同事, « même chose ») est un type de chandelier boursier couramment utilisé en analyse technique et qui indique généralement un changement dans la tendance d'une action. Il se caractérise par un corps très petit, c'est-à-dire qu'il y a eu peu de variation entre les prix de négociation d'une valeur et donc un prix à l'ouverture et à la clôture pratiquement égaux. L'efficacité de l'analyse technique est contestée par l'hypothèse des marchés financiers efficients, qui stipule que les prix des marchés boursiers sont essentiellement imprévisibles.
Le doji représente une indécision des acheteurs et vendeurs. Il n'est pas aussi significatif si le marché n'est pas dans une claire tendance (haussière ou baissière), car les marchés sans tendance sont intrinsèquement révélateurs d'indécision. Si un doji se forme dans une tendance haussière ou baissière, cela est normalement considéré comme un signal que les acheteurs perdent leur conviction lorsqu'il se forme dans une tendance haussière et un signal que les vendeurs perdent leur conviction s'il est observé dans une tendance baissière.

## Types de Doji

Neutre : Ce doji se forme lorsque les prix à l'ouverture et à la clôture sont pratiquement égaux. Pris seuls, les dojis sont des modèles neutres
Longues jambes : Ce doji reflète une grande indécision quant à la direction future de l'actif sous-jacent
Pierre tombale : La longue mèche supérieure suggère que la direction de la tendance pourrait se rapprocher d'un tournant majeur. Elle se forme lorsque les prix à l'ouverture et à la clôture de l'actif sous-jacent sont égaux et se produisent au plus bas de la journée
Libellule : La longue mèche inférieure suggère que la direction de la tendance pourrait se rapprocher d'un tournant majeur. Elle se forme lorsque les prix à l'ouverture et à la clôture de l'actif sous-jacent sont égaux et se produisent au plus haut de la journée

Un doji est un indicateur clé de renversement de tendance. Cela est particulièrement vrai lorsqu'il y a un volume de transactions élevé après un mouvement prolongé dans l'une ou l'autre direction. Lorsqu'un marché est dans une tendance haussière et se négocie à un plus haut plus élevé que les trois jours de négociation précédents, ne parvient pas à maintenir ce plus haut et clôture dans les 10 % inférieurs de la fourchette de négociation de ce jour, il existe une forte probabilité d'une tendance à la baisse dans les jours suivants. De même, lorsque le marché est dans une tendance à la baisse et se négocie à un nouveau plus bas inférieur aux trois jours de négociation précédents, ne parvient pas à maintenir ce plus bas et clôture dans les 10 % supérieurs de la fourchette de négociation de ce jour, il existe une forte probabilité d'une tendance à la hausse dans les jours suivants.

## Utilisations de l'indicateur doji
Un indicateur doji est principalement utilisé dans les tendances, et il s'agit en fait d'un modèle neutre en soi. Ainsi, lorsqu'il est utilisé seul, il ne fournit pas de signaux fiables. À lui seul, le chandelier doji montre seulement que les investisseurs sont dans le doute. Cependant, il existe des modèles principaux qui peuvent être facilement trouvés sur le graphique,.
Plus précisément, il existe deux modèles censés confirmer la tendance :

Étoile du matin : Modèle à trois chandeliers qui fonctionne dans une forte tendance baissière. Si, après une longue bougie baissière, il y a un fort écart à la baisse et une formation du chandelier doji, c'est un signal de retournement possible à la hausse. Afin de confirmer cela, la troisième bougie doit être haussière et s'ouvrir avec un fort écart  à la hausse couvrant le fort écart à la baisse précédent.
Étoile du soir : Opposé de l'étoile du matin. Il fonctionne donc dans une forte tendance haussière. Une grande bougie haussière doit être suivie d'un doji avec un fort écart haussier. Le renversement de tendance est confirmé si la troisième bougie est baissière et s'ouvre avec un fort écart baissier qui couvre le fort écart haussier précédent[5].